# 人痘接种法
人痘接种法，是古代民眾用以预防天花的方法之一。
人痘接种的方法有四种：痘衣法、痘浆法、旱苗法、水苗法。痘浆法是把天花病患者身上的痘痂制浆（膿），以小刀拭在受種者的皮膚之下，使之产生免疫力，以预防天花；另一种方法则是讓受種者穿上天花患者的衣服，稱為痘衣法。据说小孩穿上衣服三天之后，身上会有痘疹萌芽，數日後，痘疮就逐渐萎缩，被接种的人也就痊愈了。痘衣法不常见，成功率不高，还可能会感染死亡。
由於受種者不是透過空氣在肺部染病，因此多數只會出現輕微的天花症狀。不過這種方法存在嚴重的缺點：一是受種者因此会感染天花病毒，故此有很大機會死亡，危險性甚高；另一方面，受種者對天花病毒完全產生抵抗力之前，會把病毒傳染給身邊的家人，因此對天花病毒无抵抗力的家人必須被隔離。
一說人痘接種始於北宋。1688年，俄羅斯派医生来北京学习人痘接种。1796年英国的琴纳發明牛痘接种法，1805年由葡萄牙商人传入中国。牛痘接种法更为安全、有效，遂逐渐取代了人痘接种法。

## 外部連結
- 微生物免疫學-Poxviridae(痘病毒科)（页面存档备份，存于）